# Percha (Starnberg)
Percha ist ein Ortsteil der oberbayerischen Gemeinde Starnberg. Er liegt an der Nordostecke des Starnberger Sees und ist bei Besuchern für seinen Badestrand beliebt. Bedeutend ist die katholische Kirche St. Valentin mit ihrer Ersterwähnung im Jahr 785.

## Lage und Einwohner
Percha liegt an der Nordostseite des Starnberger See. Im Westen geht der Ort nahtlos in die Stadt Starnberg über. Nördlich liegt das Leutstettener Moos, welches durch die A952 vom nördlichen Teil Perchas getrennt ist. Im Süden liegt der Ortsteil Kempfenhausen als Teil der Gemeinde Berg.
| Jahr | Einwohner |
| ---- | --------- |
| 1871 | 100       |
| 1925 | 306       |
| 1950 | 886       |
| 1970 | 1.265     |
| 1987 | 1.314     |
| 2019 | 2.300     |

Einwohner bis 1987 und 2019.

## Geologie und Natur

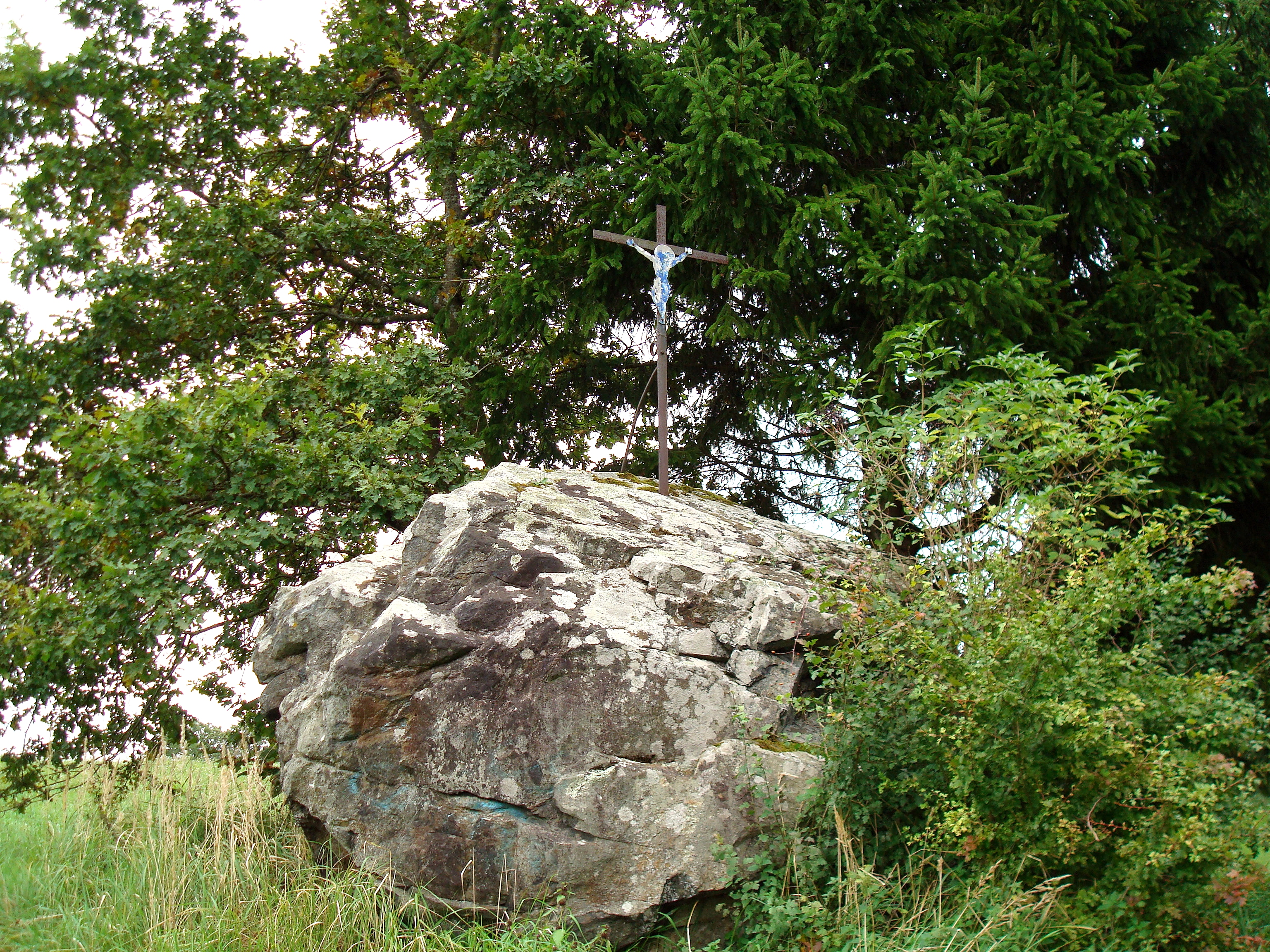
Findling Hoher Stein

Percha liegt am flachen Ufer des Starnberger Sees, das am Ende der Würm-Kaltzeit als Gletschersee entstand. Östlich des Ortes entstand der Moränenwall auf dem heute Selcha liegt. An der Straße nach Buchhof befindet sich der Findling Hoher Stein, der als Naturdenkmal geschützt ist. Der markante Block besteht aus granatführendem Amphibolit, der von vielen Quarzadern durchzogen ist. Seine Länge beträgt annähernd 5 Meter, seine Breite 4 Meter und seine Höhe 3 Meter. Zwischen Buchhof und Wangen befindet sich noch das Naturdenkmal Waldweiher.

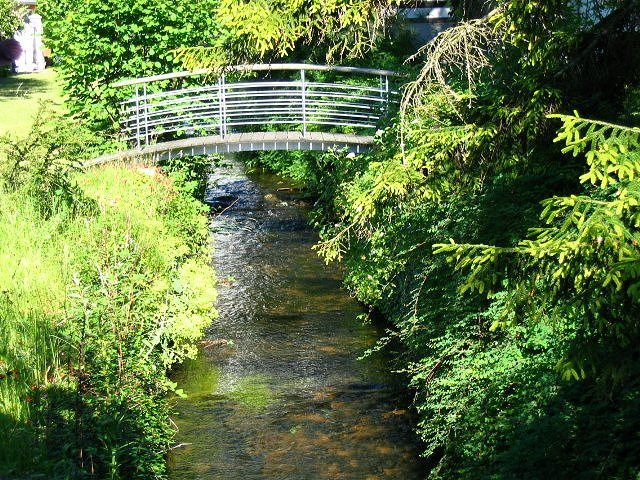
Lüßbach bei Percha

Südlich des Ortes mündet der Lüßbach in den Starnberger See, der im Süden bei Eurasburg entspringt und der drittgrößte Zulauf des Starnberger Sees ist. Im Jahr 2022 wurde auf dem Gebiet von Percha ein Überschwemmungsgebiet entlang des Baches festgesetzt, das bauliche Maßnahmen im Sinne des Hochwasserschutzes stark einschränkt.
Am Ufer des Starnberger Sees befindet sich der „Percha Beach“ bestehend aus Kiesstrand und Liegewiese, der aufgrund seiner Nähe zum Bahnhof Starnberg bei Tagesgästen beliebt ist.

## Geschichte

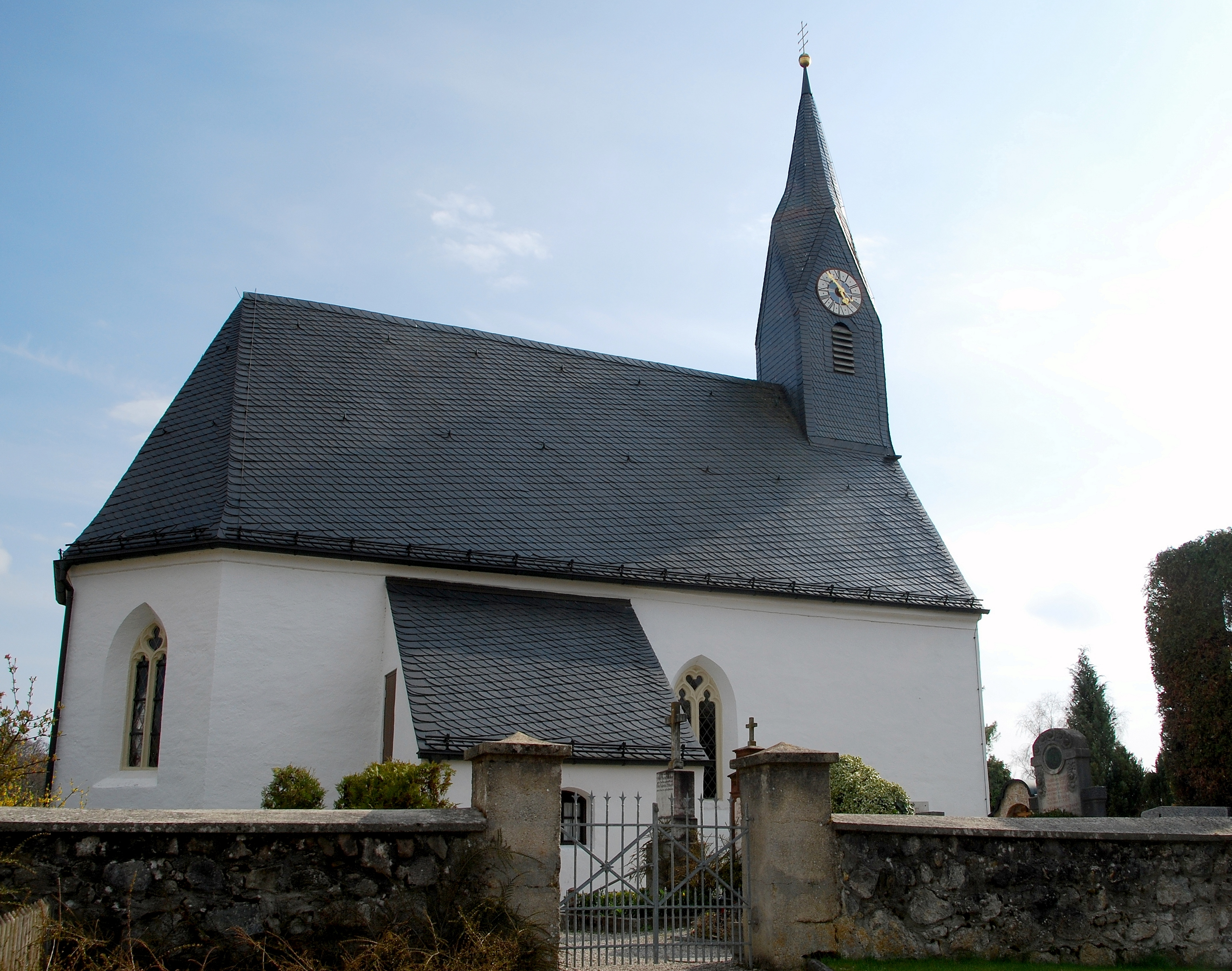
Filialkirche St. Valentin von Norden

### Frühzeit und Mittelalter
Der Ortsname kommt angeblich aus dem Keltischen und soll als Perchach für „Berg und Bach“ stehen. Die erstmalige Erwähnung des Ortes geht auf eine Schenkung des Ortes mit der Kirche St. Valentin von einem Baganza an das Kloster Schäftlarn aus dem Jahr 785 zurück. Bei den Ungarneinfällen wurden Teile des Ortes zerstört und die Kirche erst 1172 von Bischof Albert I. von Harthausen geweiht. Dabei diente die Anwesenheit des Bischofs selbst als Machtdemonstration an das westlich der Würm angrenzende Bistum Augsburg. Im 12. und 13. Jahrhundert gingen mehrere Höfe an Percha: Im Jahr 1181 Buchhof, dann 1200 Heimathshausen und schließlich 1286 Selcha.

### Neuzeit
Im Dreißigjährigen Krieg besetzten die Schweden das Dorf und raubten 20 Pferde und 15 Stück Vieh. Dadurch kam es im Winter 1633/34 zu einer großen Hungersnot und einer Pestepidemie, die nur 16 Bewohner überlebten. Für das Jahr 1752 sind 18 Höfe überliefert. Im Jahr 1789 fielen die Gebäude um die Kirche einem Großfeuer zum Opfer. In der Folge wurden unter anderem die heute denkmalgeschützten Häuser am Valentinsweg erbaut. Während der Säkularisation 1803 wurde die Herrschaft Schäftlarn vom Staat eingezogen und Percha eine eigenständige Gemeinde mit den genannten Höfen Buchhof, Heimathshausen und Selcha. Es bildete im Landgericht Starnberg einen eigenen Steuerbezirk.
Aufgrund der Aufhebung der Lehnsbindung verkauften einige Bauern ihre Höfe und Grundbesitz. Im Jahr 1865 entstand am Lüßbach eine Sägemühle und 1872 ein erster Kramerladen. Ausgelöst durch den Wassersport am Starnberger See wurde 1888 die Rambeck-Werft gebaut. Ihr folgten 1922 die Sattler-Werft und nach dem Krieg die Vötterl-Werft. Im Jahr 1898 wurde eine Lokalbahn am Ostufer des Sees geplant, aber nicht verwirklicht. Um die Jahrhundertwende vollzog sich ein Strukturwandel: Die alten Bauernhöfe lösten sich auf und stattdessen zogen Arbeiter und Handwerker in den Ort. Zusätzlich ließen sich Intellektuelle wie der Maler Fritz von Uhde in Villen nieder, weil sie im Sinne der Romantik der Natur nahe sein wollten.

### 20. Jahrhundert

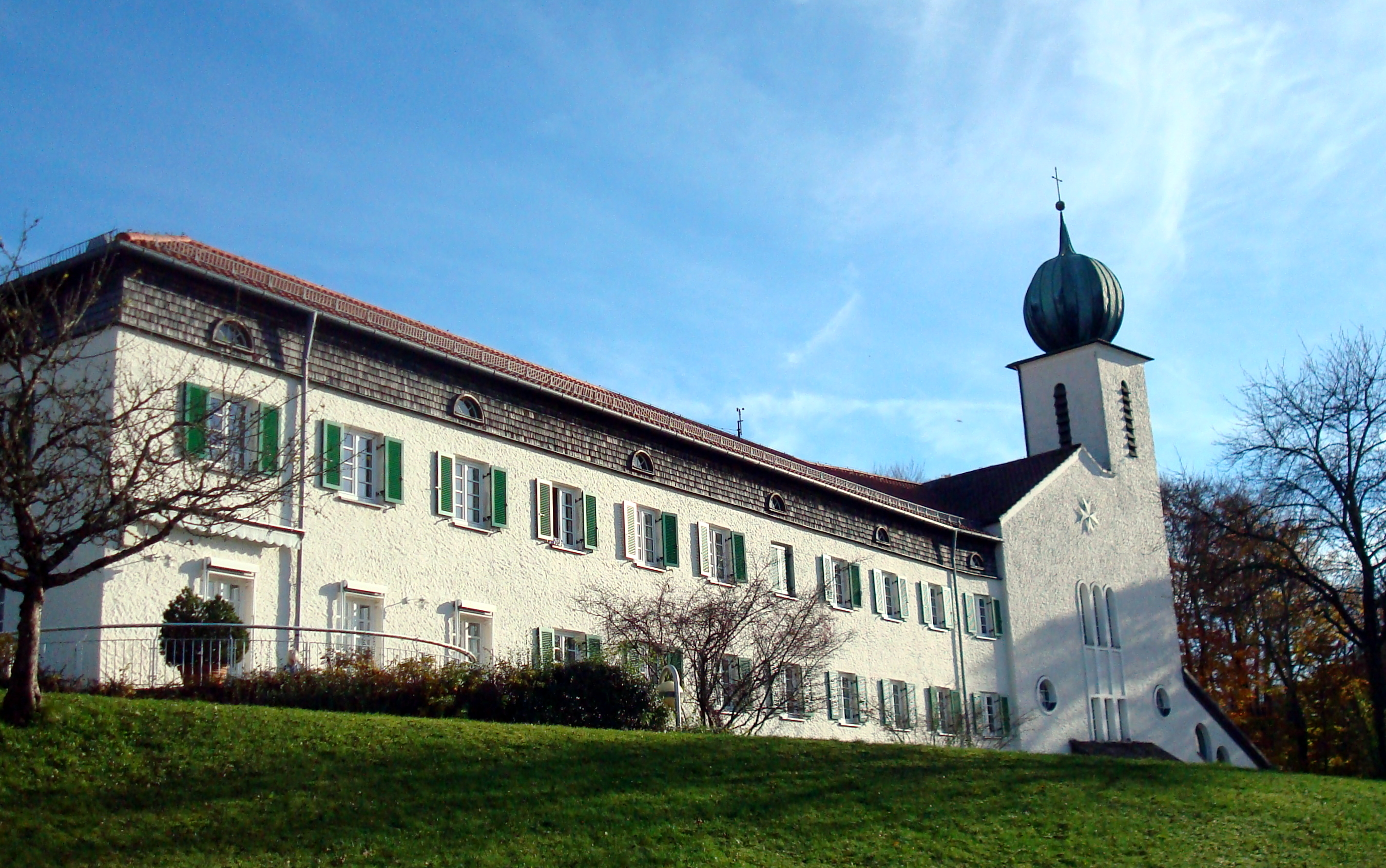
Altenheim mit St. Bonaventura

Im Ersten Weltkrieg starben neun und im Zweiten Weltkrieg elf Perchaer als Soldaten. Vor dem Ersten Weltkrieg bildete Percha mit Wangen eine Gemeinde, aber durch die geringe Anzahl an Wahlberechtigten lag Kernpunkt stets in Wangen. Das änderte sich durch die Wahlrechtsreformen in der Weimarer Republik, wodurch es nun in Percha mehr Wahlberechtigte gab und sich der Schwerpunkt dorthin verlagerte. So wurde Max Jung 1919 zum ersten Bürgermeister von Percha gewählt. Unter seiner Ägide entstand das erste Feuerwehrhaus und ein eigener Friedhof.
Im Jahr 1935 entstand eine neue Würmbrücke und die Olympiastraße als Verbindung von München nach Garmisch-Partenkirchen. Am 26. April 1945 zog der Todesmarsch von Dachau aus durch Percha. Vier Tage später wurden die beiden Brücken über die Würm von einem SS-Kommando gesprengt. Daneben kam es zu keinen weiteren Schäden während des Krieges. Die St. Josephskongregation diente zeitweise als Wehrmachts-Lazarett.
Nach dem Zweiten Weltkrieg kam es zu einem erneuten Bauboom, durch den sich die dörfliche Struktur endgültig durch zum heutigen geschlossenen Ortsbild veränderte. Zum 1. Januar 1952 wurde Wangen mit Oberdill zu einer eigenen Gemeinde erhoben. Im Jahr 1964 wurde eine neue Würmbrücke errichtet, die die gesprengte Brücke ersetzte. In den Jahren 1965/66 wurde die Autobahn A952 als Zubringer von Starnberg zur A95 gebaut, wodurch der nördliche Siedlungsteil vom Hauptort getrennt wurde. In den 1970er Jahren richtete Loriot ein Trickfilmstudio mit fünf Mitarbeitern ein, wo er die Sketche Fernsehabend, Der sprechende Hund und Studiointerview produzierte. Im Jahr 1978 wurde Percha im Rahmen der Gebietsreform zur Stadt Starnberg eingemeindet.

### Neuere Entwicklungen

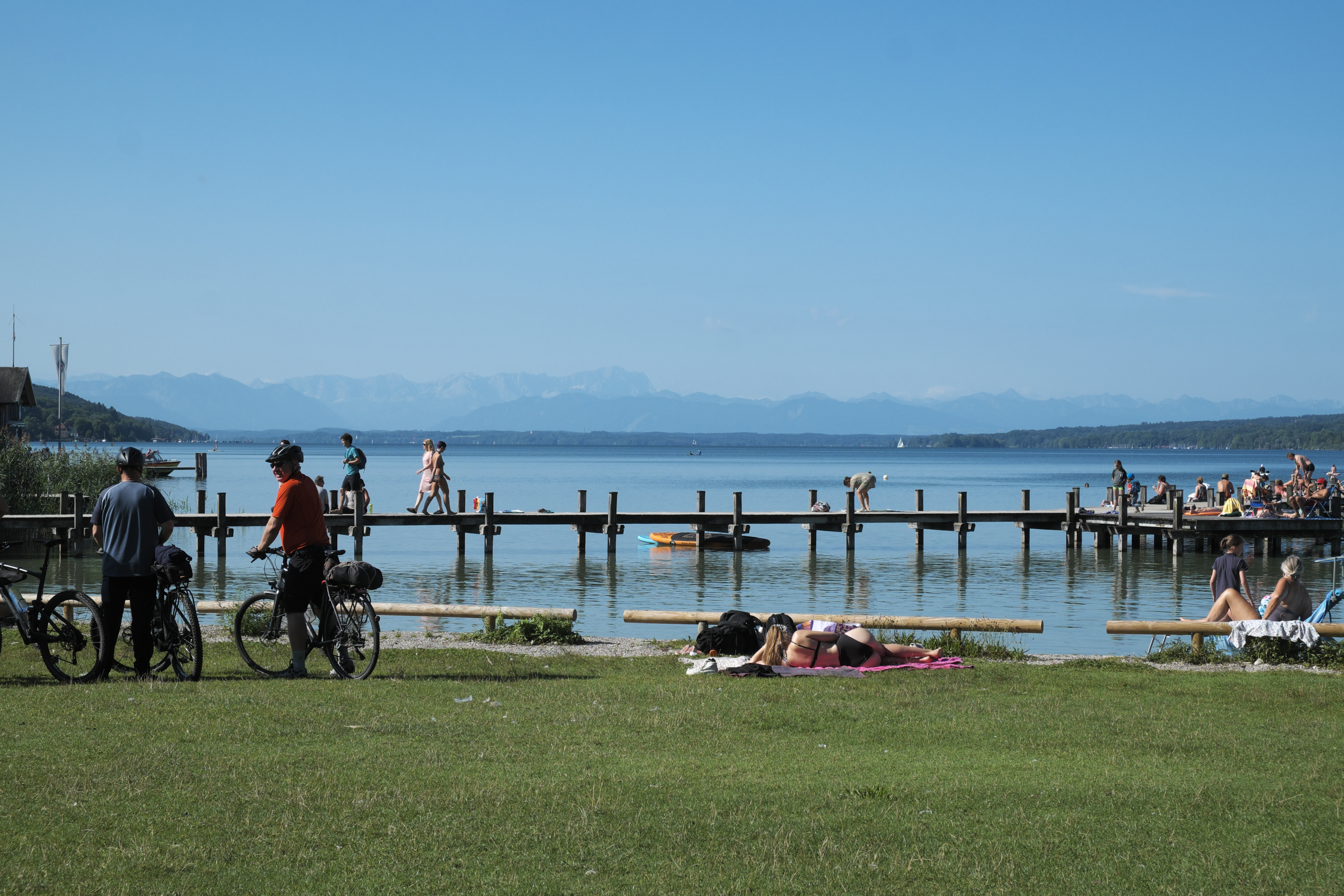
Badestrand in Percha

Im Jahr 2017 wurde ein Containerdorf für Flüchtlinge eingerichtet, das für 2,3 Millionen Euro vom Landkreis finanziert wurde. Die Anlage bietet 96 Personen Platz. Im Oktober 2023 wurde über die Errichtung eines Mobilfunkmastes in Percha diskutiert. Die 1975 über den Lüßbach errichtete Brücke wurde Anfang 2024 aufgrund von Witterungsschäden gesperrt. Die 1964 erbaute Würmbrücke erlitt durch Setzung Schäden und soll bis 2027 an selber Stelle neu gebaut werden.

## Wirtschaft
Im Norden des Gemeindeteils befindet sich ein kleines Gewerbegebiet. Dort hat unter anderem das Beratungsunternehmen Haselhorst Associates mit 35 Mitarbeitern seinen Firmensitz. Es erstellt jährlich das Smart-City-Ranking, bei dem große deutsche Kommunen auf verschiedene Faktoren zur Digitalisierung hin untersucht werden. Spitzenreiter war 2024 die Stadt München.

## Vereine
Der „SC Percha 1960 e.V.“ wurde im namensgebenden Jahr gegründet und hatte seine Anöagen zunächst in Buchhof. Doch von 1970 bis 1977 entstand am Leutstettener Moos nördlich der A952 das heutige Vereinsheim mit Sportanlagen. Im Breitensport werden Fußball, Gymnastik, Tennis, Fechten, Zumba und Motorsport angeboten. Der Verein hat 336 Mitglieder und bietet seit 2022 Dartsport an.
Seit 1873 bestand in Percha eine Pflichtfeuerwehr, die am 18. Juli 1903 durch die Freiwillige Feuerwehr Percha abgelöst wurde. Im Jahr 1985 wurde ein neues Feuerwehrhaus mit Fahrzeughalle und Gemeinschaftsraum eingeweiht. Die Wehr verfügt über ein Löschgruppenfahrzeug und einen Mannschaftstransportwagen. Die Feuerwehr hat 20 Aktive, was nicht den gesetzlichen Mindestzahlen entspricht, weshalb eine Löschgruppe mit der Starnberger Wehr im Gespräch ist.

## Bauwerke

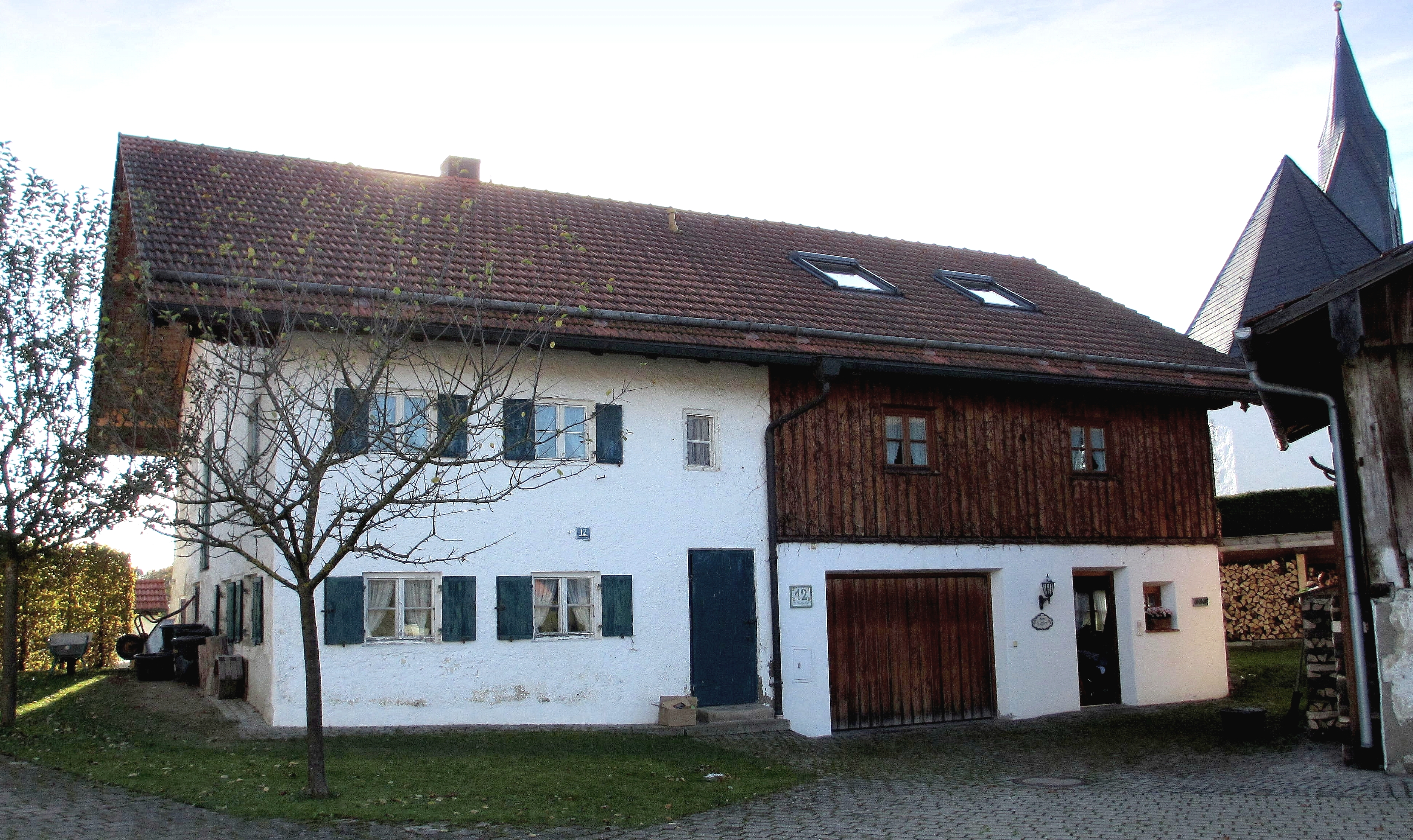
Denkmalgeschütztes Bauernhaus am Valentinsweg

Neben der Kirche St. Valentin gibt es am Valentinsweg drei Wohnhäuser, die jeweils unter Denkmalschutz stehen. Typisch dafür ist ein zweigeschossiger Satteldachbau mit verputztem Blockbau-Obergeschoss, der jeweils nach 1789 entstanden ist. Auch die Dorfschmiede in der Buchhofstraße ist ein Baudenkmal und stammt aus der Mitte des 19. Jahrhunderts.

### Kirchen
Die katholische Filialkirche St. Valentin wurde Ende des 15. Jahrhunderts im Stil der Gotik an der Stelle einer Vorgängerkirche aus dem 8. Jahrhundert errichtet. Ein Bleiglasfenster und mehrere Heiligenstatuen stammen aus derselben Epoche. Die beiden Glocken wurden 1712/26 von Christoph Taller aus München geschaffen. Im Jahr 1873 kam es zu einer größeren Renovierung der Kirche, wobei die neugotischen Altäre eingefügt wurden.

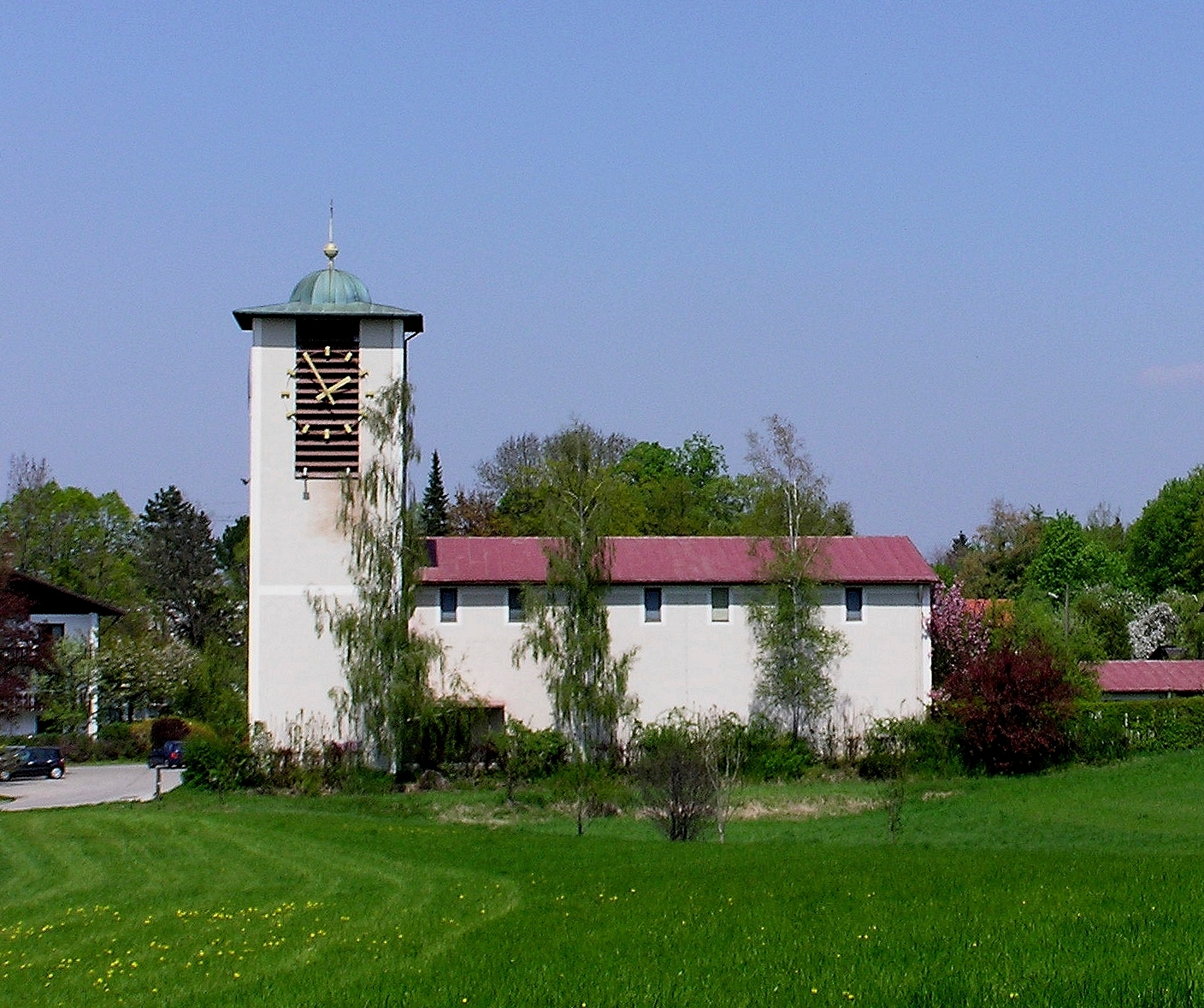
Pfarrkirche St. Christophorus von Süden

Die katholische Pfarrkirche St. Christophorus wurde 1958 nach Plänen von Joseph Rampl erbaut und am 16. November von Kardinal Joseph Wendel geweiht. Bereits zwei Jahre später wurde die Kuratie zur Pfarrei erhoben. Nach eigenen Angaben wurde der Patron als Anspielung auf die vielen mit dem Auto zum Starnberger See anreisenden Besucher gewählt. Mitte der 1990er Jahre wurde die Kirche und dann 2005 das Pfarrheim renoviert. Im angeschlossenen Kindergarten gab es 2019 Probleme mit Asbest und Legionellen.

### Altenheim St. Joseph
Im Jahr 1895 verschenkte eine Münchnerin zwei Landhäuser an die Ursberger St. Josephskongration, die unter Dominikus Ringeisen eine Pflegeanstalt und einen landwirtschaftlichen Betrieb begründeten. Sie kauften zudem die Sägemühle und ergänzten sie um ein Pumpwerk, das seitdem den Ort mit Frischwasser versorgte. Im Jahr 1934 wurde ein neues Hauptgebäude mit Bettensaal und der Kapelle St. Bonaventura errichtet. Das Kloster St. Joseph wurde 1955 zu einem Altenheim umgebaut. Schließlich verließen die Ursberger Schwestern 1988 das Altenheim und übergaben es nach dreijähriger Sanierung an die Malteser.

### Grundschule
Im Jahr 1947 wurde im Gemeindehaus erstmals eine Volksschule eingerichtet. Erst 1964 entstand ein Neubau am heutigen Standort und 1973 kam eine Turnhalle mit Mehrzweckräumen hinzu. Die Schule hat fünf Klassen mit ungefähr 120 Schülern.

### Taucherausbildungszentrum Percha

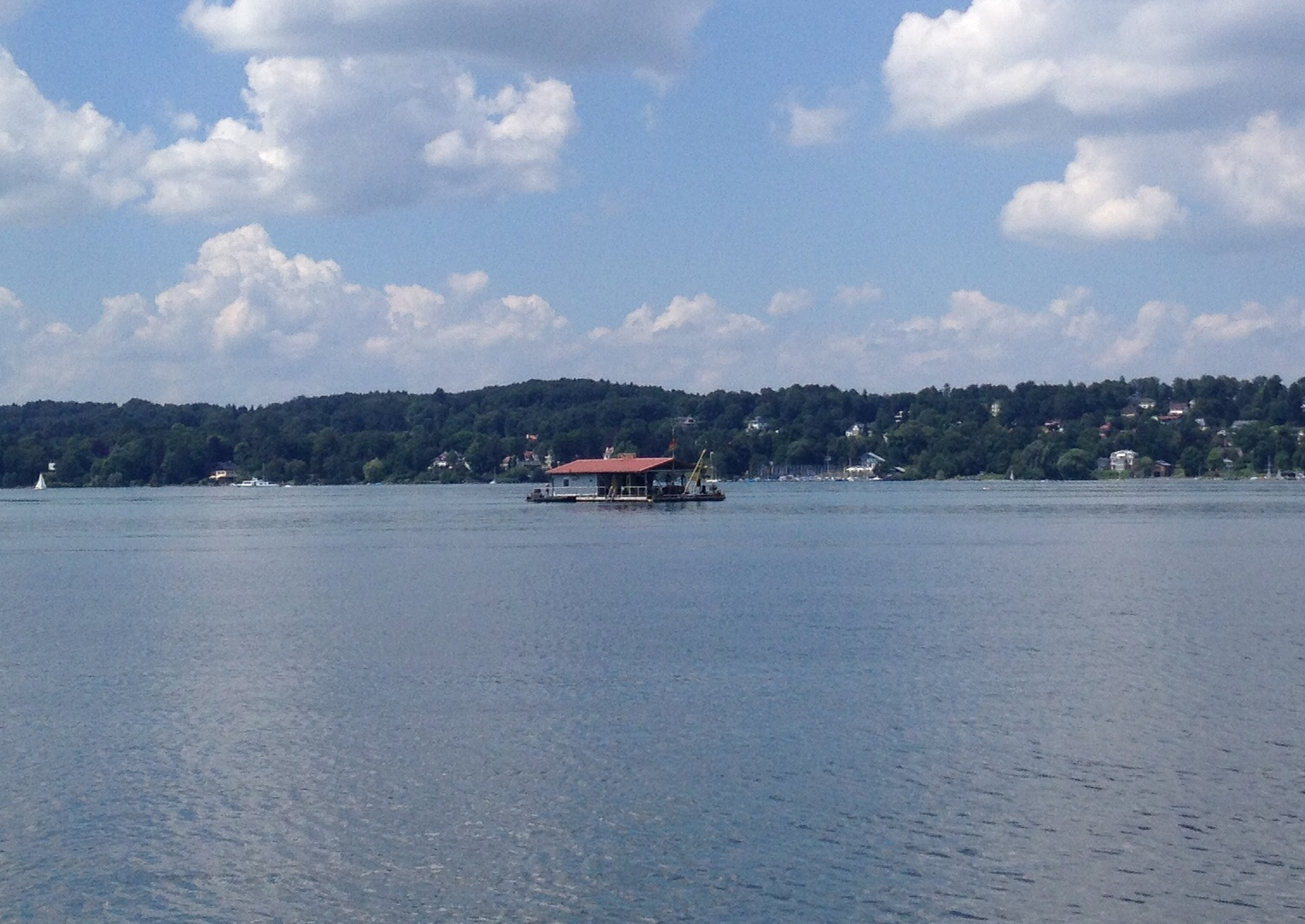
Taucherplattform der Bundeswehr auf dem Starnberger See

An der Mündung des Lüßbach in den Starnberger See befindet sich seit 1960 das Taucherausbildungszentrum Percha, eines von zwei Taucherausbildungszentren der Bundeswehr zur Ausbildung von Heerestauchern. Zum Ausbildungszentrum gehören zwei auf dem See schwimmende Ausbildungsplattformen, die vor allem der Ausbildung im Tieftauchen für die Pioniertaucher dienen. Zusätzlich trainieren die Taucher in Isar und Loisach. Teilweise werden auch Taucher des Technischen Hilfswerkes ausgebildet.

## Persönlichkeiten

### In Percha geboren
- Josef Meixner (1908–1994), Physiker
- Gerhard Rottenwöhrer (* 1943), katholischer Theologe
- Gunzelin Schmid Noerr (* 1947), Philosoph und Hochschullehrer

### Mit Percha verbunden
- Fritz von Uhde (1848–1911), Maler, hatte ab 1896 ein Sommerhaus in Percha
- Joachim Friedrich Ritter (1905–1985), Diplomat, wohnte in Percha
- Wolf Harro (1910–1953), Schauspieler, wohnte im Forsthaus Oberdill
- Lilo Ramdohr (1913–2013), Malerin, wohnte ab 1955 in Percha
- Georg Schuster (1921–2011), erster Pfarrer von St. Christophorus von 1960 bis 1968
- Claus Nageler (1943–2017), Bildhauer, wohnte in Percha